# 聯合國安全理事會第91號決議
《聯合國安理會91號決議》是1951年3月30日在聯合國安全理事會第539次會議通過的。鑒於聯合國駐印度和巴基斯坦代表歐文·迪克森爵士在其報告書中，指出準備查謨-克什米爾邦作出全民表決的主要意見分歧有兩點：解除軍備的手續和程度，以及政府方面為保證表決的自由性和公平性所需的管制程度。
安理會在這項決議中接納迪克森爵士的請辭，並感謝他獻出他的能力和忠誠。安理會又指示迪克森爵士的繼任者前往次大陸，並在與印度和巴基斯坦政府協商後根據聯合國印度和巴基斯坦委員會的基礎上執行軍備解除。決議同時呼籲雙方在執行過程中與聯合國代表充份合作。
安理會又指示新的代表於三個月內向安理會報告，若他未能解除軍備或未得到相關規劃，則需要在致安理會的報告中說明解除軍備需要解決的意見分歧之處。安理會要求雙方若在聯合國代表未能得到全面共識的情況下，需要在未解決的各意見分歧點上接受仲裁，而仲裁員或仲裁團則由國際法院院長委任。決議亦決定軍事觀察團會繼續在當地監督停火工作。
該決議在印度、蘇聯及南斯拉夫社會主義聯邦共和國棄權下，以8票對0票通過。

## 外部鏈結
- 91號決議全文 （页面存档备份，存于）